# Piraju (kommun)
Piraju är en kommun i Brasilien.   Den ligger i delstaten São Paulo, i den södra delen av landet, 800 km söder om huvudstaden Brasília. Antalet invånare är 28 489.
Följande samhällen finns i Piraju:
- Piraju

Omgivningarna runt Piraju är huvudsakligen savann. Runt Piraju är det ganska glesbefolkat, med 38 invånare per kvadratkilometer.